# Heimweh (1927)
Heimweh ist ein deutsches Stummfilmdrama aus dem Jahre 1927 von Gennaro Righelli mit Mady Christians und Wilhelm Dieterle.

## Handlung
Fürst Nikolaj Trubezkoj wird auf seinem Landgut 1917 von der russischen Revolution überrascht. Mit Hilfe seines Verwalters Iwan können er und seine Tochter Lydia vor den plündernden und marodierenden, bolschewistischen Horden entkommen. Es gelingt ihnen, bis nach Paris zu gelangen. Während Iwan eine dienende Stelle findet, können sich die beiden hochadeligen Vater und Tochter zunächst mit dem Verkauf des Familienschmucks über Wasser halten. Da man in der Fremde zusammenhalten muss, haben alle anderen Exilrussen in der Pension, in der auch die Fürsten Trubezkoj abgestiegen sind, Vertrauen zu dem Prinzen Oginsky gefasst und übergeben ihm ihre Preziosen, auf dass er diese gewinnbringend verkaufen möge. Oginsky aber entpuppt sich bald als Schwindler, der obendrein ganz en passant Fürstin Lydia mit dem halbseidenen Franzosen Guillot zu verkuppeln versucht. Da der einstige Verwalter Iwan aber Lydia verehrt und liebt, kann er diese Eheschließung noch rechtzeitig verhindern.
Oginsky hat sich in der Zwischenzeit mit den ihm überlassenen Juwelen aus dem Staub gemacht, woraufhin alle Pensions-Adeligen schlagartig verarmt sind. Über diesen Kummer stirbt der alte Fürst, Lydias Vater. Lydia droht nun endgültig in die Hände des skrupellosen Lebemannes Guillot zu fallen, doch auch diesmal bewahrt Iwan sie vor dem Schlimmsten. Bald zerfrisst Lydia das Heimweh nach Mütterchen Russland, und Iwan, der in der Zwischenzeit in Paris ein Mädchen kennen gelernt hatte, kehrt mit seiner einstigen Herrin in das bolschewistische Arbeiter- und Bauernparadies zurück. Bei ihrer ersten Übernachtung werden die zwei beinah das Opfer eines misstrauischen Sowjet-Menschen, doch die Wirtin behauptet, dass ihr dieses „Ehepaar“ bekannt sei. Lydia, die weiß was sie Iwan verdankt, beginnt sich nun in ihn zu verlieben und betrachtet sich bald wirklich als dessen Ehefrau. Gemeinsam mit ihm will sie in der ihr fremd gewordenen, alten Heimat ein neues Leben aufbauen.

## Produktionsnotizen
Heimweh entstand im Terra-Glashaus und passierte die Filmzensur am 15. Oktober 1927. Der Film maß eine Länge von 2692 Metern, verteilt auf sieben Akte. Ein Jugendverbot wurde erteilt. Die Uraufführung erfolgte am 21. Oktober 1927 in Berlins Beba-Palast (Atrium).
Hans Jacoby schuf die Filmbauten.